# Oskar Kuhn
Oskar Kuhn, nemški paleontolog, * 7. marec 1908, München, † 1990.
Doktorat iz geologije in paleontologije je prejel leta 1932 na Univerzi v Münchnu, kjer je bil sprva zaposlen. Leta 1938 se je preselil na Univerzo v Halleju in leta 1947 na Univerzo v Bambergu.